# Diagramas ofitas

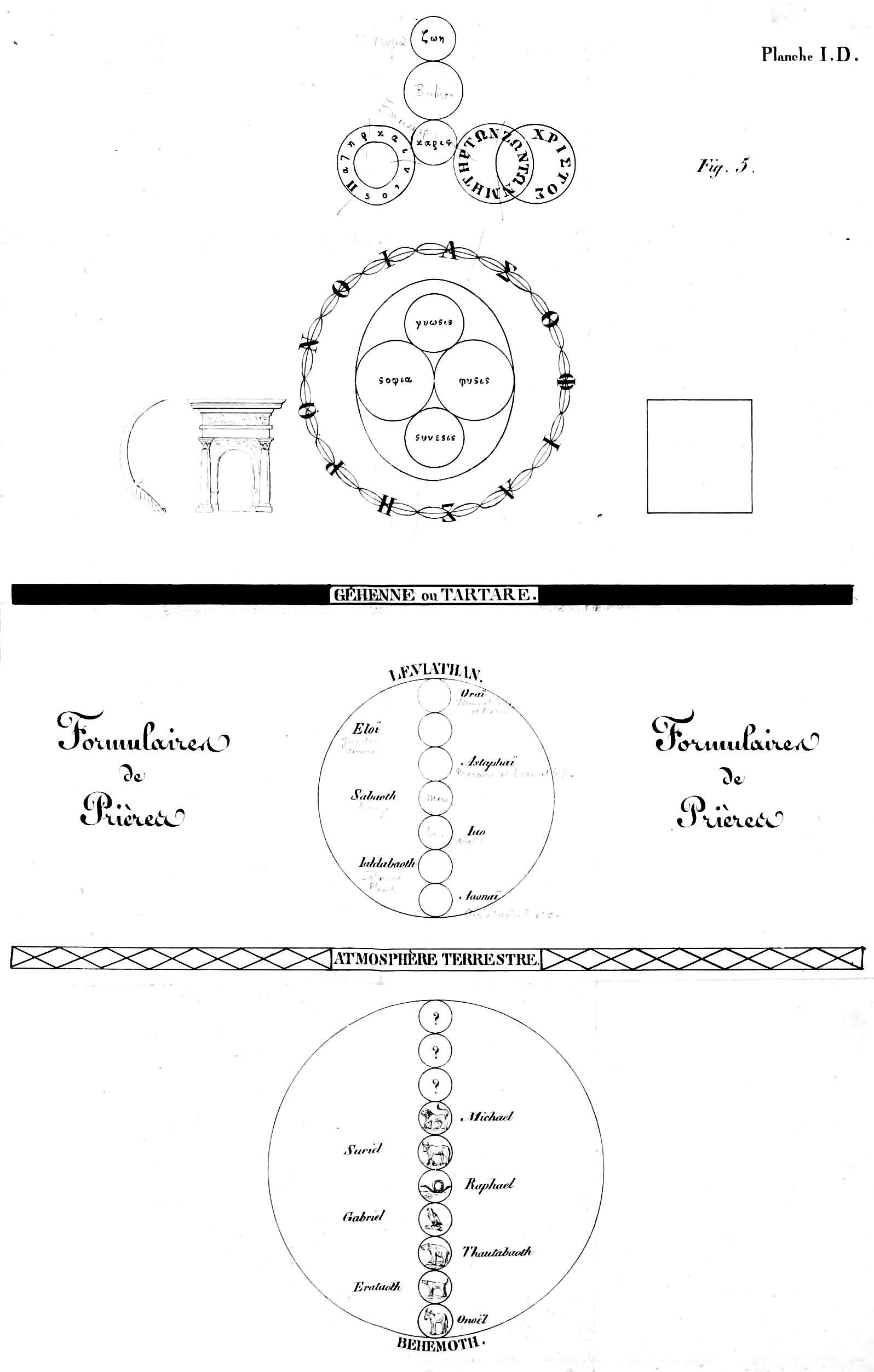
Reconstrucción de la Histoire critique du Gnosticisme; Jacques Matter, 1826, vol. III, Lámina I, D.

Los Diagramas ofitas son diagramas rituales y esotéricos utilizados por la secta ofita del gnosticismo, quienes veneraban a la serpiente del jardín del Edén como un símbolo de sabiduría, sabiduría que el malévolo Demiurgo intentó ocultar de Adán y Eva.
Tanto Celso como su oponente Orígenes (Contra Celso, vi. §§ 24-38) describen los diagramas, si bien de manera diferente. Celso los describe como diez círculos separados, circunscritos por un círculo, el anima mundi (mundo-alma), Leviatán, dividido por una gruesa línea negra, el Tártaro, junto con un cuadrado, con palabras que son dichas en las puertas del Paraíso. Además de esto, Celso afirma que los ofitas añaden frases de los profetas, y círculos sobre los círculos, a la vez que algunas cosas son escritas dentro de los dos círculos cosmológicos grandes que representan a Dios Padre y Dios Hijo.
Orígenes sostiene que había dos círculos concéntricos, a lo largo de cuyo diámetro estaban inscritas las palabras ΠΑΤΗΡ ("padre") y ΥΙΟϹ ("hijo"). Un círculo más pequeño se desprendía del más grande, con las palabras ΑΓΑΠΗ ("amor"). Un muro divide el reino de la luz del reino medio. Otros dos círculos concéntricos, uno claro y otro oscuro, representan la luz y la sombra. Desprendiéndose de este doble círculo había un círculo con la inscripción ΖΩΗ ("vida"), y este encerraba otros dos círculos que se intersectaban y formaban un romboide. En el campo en común iban las palabras ΣΟΦΙΑϹ ΦΥϹΙϹ ("la naturaleza de la sabiduría"), ΓΝΩϹΙϹ ("conocimiento") arroba y ΣΟΦΙΑ ("sabiduría") abajo. En el romboide se leía ΣΟΦΙΑϹ ΠΡΟΝΟΙΑ ("la providencia de la sabiduría"). Había en total siete círculos, con los nombres de siete arcontes:
- Miguel, en forma de león
- Sariel, en forma de toro
- Rafael, en forma de dragón
- Gabriel, en forma de águila
- Thauthabaoth ("Tohu wa-Bohu"), en forma de cabeza de oso
- Erataoth, en forma de cabeza de perro
- Onoel o Thartharaoth, en forma de cabeza de asno

Los arcontes tal vez sean idénticos a las siete generaciones de Yaldabaoth. Se refieren al mundo corpóreo, que sigue al reino medio y con el que termina el dominio de Sofía. Las Sefirot de la Cábala judía pueden estar conectadas de alguna manera con este diagrama (Myer, págs. 311-13), si bien la serpiente como símbolo se encuentra igualmente en conexión con los misterios de Egipto, Grecia, Fenicia, Siria e incluso Babilonia e India.